# Karl August Friedrich Brückner
Karl August Friedrich Brückner (* 2. Mai 1803 in Volkenroda; † 21. Januar 1853 in Schweidnitz) war ein deutscher Gymnasiallehrer und Historiker.

## Leben
Karl August Friedrich Brückner wurde am 2. Mai 1803 in Volkenroda geboren. Er besuchte ein Gymnasium zu Gotha, wo er seine Matura absolvierte. Ab 1822 studierte er Philologie an den Universitäten Jena und Göttingen. In Breslau besuchte er 1826 das Philologische Seminar, um schon im nächsten Jahr Lehrer eines Gymnasiums in Schweidnitz zu werden. Er starb schließlich als Prorektor der Schule am 21. Januar 1853.

## Schriften
- Historia reipublicae Massiliensium (1827)
- Das Leben Königs Philipp von Macedonien (1837)
- Das Leben des M. Tullius Cicero (1852; nur ein Teil und somit unvollendet)